# Borgerliste
 Ikke at forveksle med Borgerlisten (parti).
En borgerliste eller en lokalliste er en liste med kandidater til et kommunal- eller regionsrådsvalg, som ikke repræsenterer de traditionelle landsdækkende partier og som dermed ikke har et ideologisk tilhørsforhold på landsplan. Politisk kan listerne derfor være svære at rubricere, men mange af dem er karakteriseret ved at være placeret tæt på den politiske midte. 
Borgerlister opstår som regel i protest mod det etablerede lokalpolitiske system, eller for at fremme særlige lokale interesser, som de politiske partier ikke har blik for. Ofte promoverer borgerlisterne sig med, at landspolitik og lokalpolitik er vidt forskellige størrelser – og det er nok også i det lys, at borgerlisternes succes skal ses. Fakta er dog, at flere politikere valgt for en borgerliste også har medlemskort til et landsdækkende parti.
Nogle af landets borgerlister er med i landsforeningen Lokallisterne i Danmark, som blev stiftet i 1995 på basis af et samarbejde, der har fundet sted siden 1978.
Der er eksempler på kommuner, hvor borgmesteren er valgt for en borgerliste. Aktuelt drejer det sig bl.a. om borgmester Torben Jensen, Norddjurs, ligesom den mangeårige borgmester i Hirtshals, Knud Størup, var valgt for en borgerliste. I 2009 blev John Brædder fra Nyt Guldborgsund valgt til borgmester i Guldborgsund Kommune og han opnåede genvalg ved kommunalvalget 2013.
Et eksempel på en protestliste er Nordfynslisten, som ved kommunalvalget 2005 stillede op med det ene formål at få den nye sammenlægningskommunes navn ændret fra Bogense Kommune til Nordfyns Kommune. Listen kom ind med to mandater, blev tungen på vægtskålen på valgnatten, og den nye borgmester måtte dermed acceptere listens krav.

## Borgerlister i kommunalbestyrelserne fra 2005-2009
- Alliancen (Fredensborg)
- Beboerlisten (Randers)
- Blovstrød-Listen (Allerød)
- Borgergruppen (Fredericia)
- Borgerlisten (Brønderslev)
- Borgerlisten (Frederikshavn)
- Borgerlisten (Slagelse)
- Borgerlisten (Sorø)
- Borgerlisten Bornholm
- Borgerlisten Fjerritslev (Jammerbugt)
- Borgerlisten Langeland
- Borgerlisten Liste Å (Faxe)
- Borgerlisten Norddjurs
- Borgerlisten Vesthimmerland
- Borgerlisten i Hørsholm
- Borgerlisten på Mors
- Borgerlisterne (Syddjurs)
- Demokratiske Socialister (Brøndby)
- Den Upolitiske Borgerliste (Køge)
- Egedal-Listen
- Fanø Lokaliste
- Furesø-Listen
- Fælleslisten (Hillerød)
- Fælleslisten (Ikast-Brande)
- Fælleslisten for Sønderborg Kommune
- Gentofte-listen
- Helhedslisten (Middelfart)
- Hvidovrelisten
- Kommunelisten (Frederikshavn)
- Land og By (Ringsted)
- Land- og Bylisten (Lemvig)
- Lokallisten i Allerød
- Lokallisten (Hjørring)
- Lokallisten i Rudersdal
- Lokallisten (Varde)
- Lollandlisten
- Liste T – de rød-grønne (Hvidovre)
- Læsø Borgerliste
- Nordfynslisten
- Nyt Guldborgsund
- Randers-Listen
- Rebild-Listen
- Regionslisten (Bornholm)
- Rudersdallisten
- Socialistisk Lokalliste (Lejre)
- Sydfyns Borgerliste
- Tværpolitisk Liste (Dragør)
- Tværpolitisk Lokalliste (Kalundborg)
- Tværsocialistisk liste i Svendborg
- Velfærdspartiet (Furesø)
- Ærølisten
- Ærø Borgerliste
- Øens Liste (Læsø)

## Borgerlister i regionsrådene fra 2005-2009
- Blaklisten (Sjælland)
- Borgerlisten Nordjylland
- Lokallisten Region Syddanmark